# Francolí pitnegre
El francolí pitnegre (Francolinus francolinus) és un ocell semblant a la perdiu, originari de l'est de la Mediterrània, actualment extint a les nostres contrades, tot i que l'espècie gaudeix de bona salut a altres parts del món segons la Llista Vermella de la UICN, que la classifica com de "risc mínim".

## Subespècies[3]
| Francolinus francolinus arabistanicus | Sud d'Iraq i oest de l'Iran                        |
| Francolinus francolinus asiae         | Nord de l'Índia                                    |
| Francolinus francolinus bogdanovi     | Sud de l'Iran i Afganistan fins a sud del Pakistan |
| Francolinus francolinus francolinus   | Xipre i Anatòlia fins a Iraq i l'Iran              |
| Francolinus francolinus henrici       | Sud de Pakistan fins oest de l'Índia               |
| Francolinus francolinus melanonotus   | Est de l'Índia fins a Sikkim i Bangladesh          |

## El francolí a la cultura
Apareix en una de les estrofes de la cançó popular catalana El cant dels ocells:
| «                             | Cantava el francolí: -Ocells, qui vol venir a glossar melodia, a veure el gran Senyor amb son gran resplendor dintre d'una establia? | » |
| — Anònim, El cant dels ocells | |   |

També apareix a la cançó popular " En Pere Gallerí".
| « | Se'n puja dalt d'un arbre per heure un francolí, les branques eren guerxes, se'n va tombar, tombí. Que la mort, que la vi, marxant d'en Pere Gallerí, com vares tururururú, com vares tu morir. | » |